# Moco delle Valli della Bormida
Il moco delle Valli della Bormida è un antico legume, cultivar della cicerchia (Lathyrus sativus), coltivato nel territorio della Val Bormida ligure/piemontese fin dall'età del bronzo. E riconosciuto come P.A.T..

## Storia
La cicerchia fu coltivata in Val Bormida almeno fin dalla fine del XIX secolo, in particolare sulle alture di Cairo Montenotte (nella zona dei Basili e dei Citti, sopra l'abitato di Sant'Anna) e nella frazione di Rocchetta (comune di Cengio), i cui abitanti erano un tempo chiamati "mangia mochi".

## Descrizione
Da anni è oggetto di un progetto di recupero nel contesto della difesa della biodiversità portato avanti da Slow Food.
Oggi la produzione viene curata da alcune aziende agricole, fra cui anche una con mulino a pietra, attraverso il quale si ottiene una farina molto apprezzata per la preparazione di vari tipi di pasta ma anche per la farinata. 
Il suo consumo tal quale è apprezzato per la preparazione di zuppe e vellutate.
Al fine incentivarne il consumo (salutare in quanto ricco di proteine ed amidi, vitamina B1, B2, e molto calcio, fosforo e fibra alimentare) viene consigliato come per la cicerchia in oligoterapia nutrizionale, nei disturbi della memoria, di affaticamento cerebrale, astenia generale, negli studenti, e negli anziani.

## Ricorrenze
Il moco ha una sua "festa"  in occasione della battitura in Agosto a Cengio.  È denominata "Festa del moco delle valli della Bormida"